# Miargirita
La miargirita es un mineral de la clase de los minerales sulfuros. Fue descubierta en 1824 en una mina del distrito de Freiberg, en la cordillera de los Montes Metálicos en el estado de Sajonia (Alemania), siendo nombrada así del griego meion -menos- y argyros -plata-, por tener menor contenido en plata que la pirargirita, mineral con el que a menudo se la confunde. Sinónimos poco usados son: myargyrita, hipargirita, hipargironblenda o kenngottita.

## Características químicas
Químicamente es un sulfuro doble de plata y antimonio. Es polimorfa con la baumstarkita y con la cuboargirita, dos minerales que tienen la mis fórmula (AgSbS2) que la miargirita, pero mientras ésta cristaliza en el sistema monoclínico, la baumstarkita lo hace en el sistema cristalino triclínico y la cuboargirita en el sistema cristalino cúbico -como su nombre indica-.
Además de los elementos de su fórmula, suele llevar como impurezas: hierro y arsénico.

## Formación y yacimientos
Se forma mediante alteración hidrotermal de baja temperatura, en vetas de yacimientos de minerales sulfuros ricos en plata.
Suele encontrarse asociado a otros minerales como: baumstarkita, proustita, pirargirita, polibasita, plata nativa, galena, esfalerita, pirita, cuarzo, calcita o barita.

## Usos
Puede ser usado como mena del metal plata.